# Taliban tấn công Kandahar 2009
Trận tấn công Kandahar tháng 4 năm 2009 diễn ra Thứ Tư, 1 tháng 4 năm 2009, khi ba kẻ đánh bom tự sát có vũ trang trong đồng phục quân đội đã đột nhập vào một toà nhà chính phủ ở tỉnh Kandahar, miền nam Afghanistan, trong khi đó kẻ thứ 4 đã cho nổ một chiếc xe bom ở bên ngoài toà nhà, làm ít nhất 17 người bị chết kể cả bốn kẻ tấn công.

## Bối cảnh
Trong năm 2008, các cuộc giao tranh và nổi dậy của Taliban tại Afghanistan đã cướp đi sinh mạng của 5.000 người trong đó có tới 2.000 dân thường. Theoác chuyên gia, con số này sẽ gia tăng đáng kể trong năm 2009.
Ngày 30 tháng 3 năm 2009 tại huyện Deh Rawad, thuộc tỉnh Orozgan, cảnh sát Afghanistan và quân đội nước ngoài đã giết chết ít nhất 30 chiến binh Taliban trong đó có một thành viên nổi tiếng của Taliban - Mullah Mohammad Yaqub. Ngày 31 tháng 3, cảnh sát Afghanistan được hậu thuẫn bởi quân đội nước ngoài đã giết chết 31 chiến binh trong đó có một tư lệnh tại tỉnh Helmand.

## Chi tiết
Vụ tấn công phối hợp này tiến hành khi một chiếc xe bom phát nổ tại cổng của toà nhà. Sau đó, ba chiến binh Taliban mang súng AK-47 tiến vào bên trong. Cảnh sát đã bắn chết hai tên, tên còn lại cho phát nổ khối thuốc nổ mang trên mình. Mục tiêu là nhằm vào Văn phòng Hội đồng của tỉnh Kandahar. Cuộc tấn công diễn ra trong khi có một cuộc họp của các nhà lãnh đạo bộ lạc bên trong toà nhà. Qari Yousef Ahmadi, người phát ngôn của Taliban, đã đứng lên nhận trách nhiệm về vụ tấn công này.

## Thương vong
Hậu quả là 7 thường dân và 6 cảnh sát bị chết kể 4 kẻ tấn công, 17 người khác bị thương. Trong số những người bị chết có Giám đốc Sở Giáo dục và Phó Giám đốc Sở Y tế của tỉnh Kandahar. Anh trai của Tổng thống Hamid Karzai vừa rời khỏi văn phòng khoảng 5 phút thì vụ tấn công diễn ra.